# 福山市立大成館中学校
福山市立大成館中学校（ふくやましりつ たいせいかんちゅうがっこう）は広島県福山市神村町（かむらちょう）にある男女共学の公立中学校。

## 概要
- 旧松永市北部を学区とする中学校。学区には松永市街地や田園地帯、山岳地帯が内包されている。

## 沿革
- 1949年5月1日 - 沼隈郡今津町及び神（か）・東・本郷各村に所在する中学校4校が統合して今津町神村東村本郷村学校組合立大成館中学校が発足する[2]。
- 1953年4月1日 - 沼隈郡本郷村にあった本郷分校が本郷中学校として分離し、なおかつ沼隈郡今津・松永両町が統合して改めて沼隈郡松永町が発足したことに伴い松永町神村東村学校組合立大成館中学校に改称する。
- 1954年3月31日 - 沼隈郡松永町及び神・金江・東・藤江・本郷・柳津各村が統合して松永市が発足したことに伴い松永市立大成館中学校に改称する。
- 1966年5月1日 - 福山・松永両市が統合して改めて福山市が発足したことに伴い福山市立大成館中学校に改称する。
- 1970年4月1日 - 生徒数減少により福山市立本郷中学校を統合する。

## 校名の由来
大志を抱き、それを成就させる力を培う館

## 学区
各小学校の学区は以下の通り。
福山市立遺芳丘小学校区（2020年3月以前は今津小学校・東村小学校）
- 今津町（番地）
- 今津町2-3丁目・4丁目（1番～8番〈4号まで・11-2号～27-3号〉・9番〈4～22号〉・10番以降）・5丁目（1～6番・8～15番）・6-7丁目
- 松永町1丁目（10～20番・22～23番・41番以降）
- 南今津町（1～31番・33～45番・159～162番）
- 東村町

福山市立神村小学校区
- 神村町（1～6335番、6341～6346番、6364～6821番、6823～6834番、6858～6891番、6893番以降）
- 宮前町1 - 2丁目

福山市立本郷小学校区
- 本郷町

## 学区の地理

### 主要施設
- 広島県警福山西警察署
- 中国運輸局広島運輸支局福山自動車検査登録事務所

### 名所・旧跡・観光地
- 本郷温泉
- 松永カントリークラブ
- 中国自然歩道

### 教育機関（小学校以上）
- 福山市立遺芳丘小学校
- 福山市立神村小学校
- 福山市立本郷小学校
- 広島県立松永高等学校
- 福山大学

## 出身者
- 上本崇司（プロ野球選手）

## アクセス
- JR西日本山陽本線松永駅から徒歩10分ほど。
- トモテツバス松永駅前バス停から徒歩5分ほど。

## 備考
- 総合選抜制度時代、大成館中学校を広島県立松永高等学校と間違えた人がいたという話がある（「校舎落成記念誌」〔1985年広島県立松永高等学校校舎落成記念誌編集委員会〕による）。